# Batman: Giochi di guerra
Giochi di guerra (War Games) è un crossover tra le varie serie a fumetti di Batman, pubblicato dalla DC Comics nel 2004. Per la precisione, all'epoca le serie coinvolte furono: Detective Comics, Legends of the Dark Knight, Nightwing, Batman: Gotham Knights, Robin, Batgirl, Catwoman, Batman e Gotham Central, con un preludio in Batman: the 12 Cent Adventure. Giochi di guerra è il capitolo essenziale, insieme a Cappuccio Rosso, che traghetta il Bat-Universe verso i countdown a Crisi infinita e verso Crisi infinita stessa.

## Trama

### Atto 1: L'esplosione
- Titolo originale: Act One: Outbreak

A Gotham City un misterioso personaggio organizza un meeting tra tutti i più importanti criminali della città. L'incontro finisce inspiegabilmente nel sangue, dando il via ad una guerra senza quartiere tra tutti gli esponenti più feroci delle bande di Gotham.
In tutto questo si trovano coinvolti Batman e la Bat-Family. Tim Drake ha lasciato il suo costume di Robin, per una promessa fatta al padre, e la giovanissima Spoiler l'ha sostituito fino a poco tempo prima dell'inizio della guerra. Nightwing e il nuovo acquisto Tarantula giungono da Blüdhaven per aiutare il Cavaliere Oscuro nell'impresa di controllare l'esplosione di rabbia cittadina, ma Nightwing conserva un segreto che dovrà, prima o poi, confessare al suo mentore: è stato parte dell'omicidio del criminale Blockbuster. Anche Catwoman, ormai partner dell'"uomo pipistrello", fa la sua parte. Orpheus e Onix, due presunti capi-banda, sono, invece, alleati segreti di Batman.
Con l'evolversi della guerra molti boss vengono uccisi e la scuola di Tim Drake è presa d'assalto nel tentativo di rapire la figlia del boss Acquista, Darla.

### Atto 2: Ondate
- Titolo originale: Act Two: Tides

La ragazza viene uccisa in uno scontro a fuoco e questo spinge Drake a riprendere i panni del ragazzo meraviglia, trasgredendo la promessa fatta. Nel frattempo, Spoiler trova in Catwoman una confidente e gli rivela di avere cercato di essere la causa della guerra: lei aveva dato il via al meeting, un apparente piano di Batman per sconfiggere la criminalità gothamita, così da poter riottenere il suo consenso.
Quello che Spoiler non sa, ma che invece Batman sta scoprendo, man mano che le vicende si susseguono, è che il piano è in realtà una simulazione, "un gioco di guerra", ordito da Batman per risolvere una situazione possibile di crisi futura a suo favore, ponendo sotto il suo controllo tutte le gang della città. In questa ottica si scopre che Orpheus è la figura chiave della vicenda: è lui l'uomo che Batman userà come capo dei capi e attraverso il quale comanderà i criminali riuniti. Ma proprio quando Batman sta per contattare Orpheus e Spoiler si rende conto dell'accaduto e trova la chiave del gioco, entra in partita il redivivo Maschera Nera, folle criminale sadomasochista, che uccide Orpheus e rapisce Spoiler, intuendo l'importanza delle informazioni che possiede.
Maschera Nera tortura Spoiler finché non ottiene un'informazione essenziale: il piano di Batman è fallito perché lui ha ucciso Orpheus. Ma Maschera nera sogghigna: «Posso fare ancora buon uso del povero Orpheus» così intendendo che utilizzerà il suo costume e la sua pelle per portare avanti, a suo favore, gli ordini di Batman.

### Atto 3: Fine del gioco
- Titolo originale: Act Three: Endgame

L'ordine è uno: riunire all'Arena di Gotham tutte le compagini di sbandati che si stanno sparpagliando per Gotham e lì nominare come nuovo capo Orpheus. Per l'occasione Batman ha anche sollecitato le forze di polizia ad intervenire intorno alla zona, sovrapponendosi così al non troppo amichevole commissario Akins.
L'azione è un fallimento totale: nel momento di presentazione di Orpheus, Maschera Nera si svela e manda nel caos centinaia di criminali portati a raccolta, indirizzandoli, poi, contro Batman, costretto a combatterli da solo. Un numero disordinato di gangster, sicari, feccia delle bande e freak si riversa per le strade di Gotham e, soprattutto, contro la polizia tanto che Akins decreterà guerra aperta a tutti coloro che indossano una maschera. Con tale ordine, Nightwing sarà ferito ad una gamba e messo fuori gioco.
Intanto Maschera Nera picchia a morte Spoiler che viene ritrovata in fin di vita da Batman e portata nell'ospedale della dottoressa Leslie Thompkins dove morirà, alla fine della guerra, tra le braccia di Batman, ancora memore della morte del suo secondo Robin, Jason Todd (il ruolo della dottoressa e la morte di Spoiler sono approfonditi nel volume Crimini di guerra).
Il nuovo signore del crimine di Gotham prende il possesso dei mass media, già avversi alla Bat-Family dall'inizio della guerra, e indice una crociata contro la presunta Batcaverna che, in realtà, è la torre dell'orologio di Oracolo. In questa battaglia finale Batman si confronta con Maschera Nera, mentre la torre sta prendendo fuoco e i due, insieme ad Oracolo, stanno per rimanervi chiusi. Batman appare determinato a farla finita definitivamente, ma Oracolo salva la sua anima attivando il sistema di autodistruzione della torre, costringendo il supereroe a salvarla.
La guerra è finita: Maschera Nera, riuscito a fuggire, diventa il boss dei boss di Gotham; Nightwing è ferito; Spoiler è morta; Oracolo decide di andare via da Gotham; Batgirl e Robin, inorriditi dalla guerra e delusi dal loro mentore, vanno a Blüdhaven. In questo scenario di crisi Batman ritorna a vivere solo, con la sola compagnia di Alfred, eroe oscuro di Gotham, odiato da polizia e mass media. Si ritorna al principio. È tempo di una nuova era che arriverà con Crisi infinita.

## Aspetti salienti
Giochi di guerra è una delle saghe più lunghe della DC: tre atti ognuno dei quali diviso in otto parti. Raccoglie intorno a sé un team di scrittori e disegnatori di assoluto rilievo, tra cui Bill Willingham, Ed Brubaker, A.J. Lieberman (Hush), Al Barrionuevo (Pushback), Sean Phillips, Pete Woods, Paul Gulacy e Giuseppe Camuncoli.
Tra le file dei "cattivi" vengono consacrati due personaggi: il sempre poco considerato Maschera Nera e il recentissimo Thomas Elliot, alias Hush, che sembrano prendere le redini del crimine organizzato a Gotham e dover restare nella continuity.
Da segnalare è il rapporto tra Batman e Catwoman, la morte di Spoiler e il conflitto tra Robin e il padre poiché sono tutti elementi essenziali, che saranno approfonditi o determinanti in Crisi d'identità, Crisi di coscienza e, infine, nei "countdown" a Crisi infinita e in Crisi infinita stessa.

## Edizione italiana
La traduzione in lingua italiana è stata iniziata dalla Play Press sulle pagine di Batman Magazine tra il 2005 e il 2006, e completata (ricominciando la saga dall'inizio) dalla Planeta DeAgostini in tre volumi brossurati (dicembre 2006-febbraio 2007). La saga è stata poi ristampata nel 2009 nella collana Batman: La leggenda (Planeta DeAgostini).